# 杜义德
杜义德（1912年5月16日—2009年9月5日），中国人民解放军中将。1955年被授予中将军衔，荣获一级八一勋章、一级独立自由勋章、一级解放勋章，1988年荣获一级红星功勋荣誉章。